# Ochna rhizomatosa
Ochna rhizomatosa (Tiegh.) Keay – gatunek roślin z rodziny ochnowatych (Ochnaceae). Występuje naturalnie w Senegalu, Mali, Gwinei, Wybrzeżu Kości Słoniowej, Ghanie, Beninie, Nigerii, Kamerunie, Czadzie oraz Republice Środkowoafrykańskiej.

## Morfologia
PokrójZrzucający liście krzew dorastający do 2–4 m wysokości.
LiścieBlaszka liściowa ma odwrotnie jajowaty kształt. Mierzy 9–12 cm długości oraz 2–5 cm szerokości, jest piłkowana na brzegu, ma zbiegającą po ogonku nasadę i tępy wierzchołek. Ogonek liściowy jest nagi i ma 2–4 mm długości.
KwiatySą zebrane w grona, rozwijają się w kątach pędów. Działki kielicha mają eliptyczny kształt. Płatki są odwrotnie jajowate, mają żółtą barwę i osiągają 7–8 mm długości.
OwocePestkowce o kulistym kształcie, dorastają do 3–5 mm długości, otoczone czerwonymi działkami kielicha.

## Biologia i ekologia
Rośnie w widnych lasach oraz na sawannach.